# Adrian Carmack
Adrian Carmack (* 5. Mai 1969) ist ein US-amerikanischer Gamedesigner. Er war einer der vier Gründer von id Software.
Im Alter von 21 Jahren startete Carmack als Praktikant bei Softdisk. Dort lernte er Tom Hall, John Romero und John Carmack kennen. Mit ihnen gründete er 1991 id Software und arbeitete mit ihnen zusammen, bis er 2005 id Software verließ. Adrian Carmack ist nicht mit John Carmack verwandt.
Ihm gehörten damals 41 % der Firmenanteile von id Software. Zum Zeitpunkt seines Ausscheidens teilte er der Presse mit, dass er das Gefühl hatte, alles getan zu haben, was er im Spielebereich tun konnte, und daher plane, seinen Leidenschaften der Kunst nachzugehen. Im September 2005 gab das Wall Street Journal jedoch bekannt, dass er seine ehemaligen Geschäftspartner vor Gericht brachte und behauptete, er sei von ihnen entlassen worden, um ihn zu zwingen, seinen 41%igen Anteil am Unternehmen für 11 Millionen US-Dollar unter den vertraglichen Bedingungen zu verkaufen, den das Gericht aufheben sollte. Es wurde angenommen, dass die kolportierten 11 Millionen US-Dollar nur einen Bruchteil des tatsächlichen Wertes seines Anteils ausmachten, der wohl eher bei 43 Millionen US-Dollar lag, nachdem das Unternehmen im Jahre 2004 ein Angebot über 105 Millionen US-Dollar von Activision erhalten hatte.
Adrian Carmack war maßgeblich für die künstlerische und graphische Gestaltung von Commander Keen, Wolfenstein 3D, DOOM, Hexen: Beyond Heretic und Quake verantwortlich.
In der Gamersprache wird Carmack die Prägung des Begriffs „Gib“ zugeschrieben.
Im September 2014 wurde Carmack als neuer Eigentümer des Fünf-Sterne-Heritage Golf & Spa Resort in Killenard, Irland, bekannt gegeben.
Im April 2016 wurde berichtet, dass Carmack sich unter dem neuen Start-up The Night Work Games in Galway, Irland, mit Romero wiedervereinigt hatte, um ein neues Videospiel, Blackroom, zu produzieren. Dafür starteten sie eine Crowdfunding-Kampagne auf Kickstarter. Später wurde die Kampagne unterbrochen, um Carmack und Romero Zeit zu geben, eine funktionierende Demo des Spiels fertigzustellen. Laut den beiden Entwicklern beruhte ihre Entscheidung auf dem Feedback der Spieler zur Spielbarkeit der Demo. Das Budget, um die Entwicklung des Spiels zu finanzieren, wurde vom Unternehmen mit 700.000 US-Dollar beziffert. Bevor die Kampagne auf Eis gelegt wurde, hatte das Unternehmen 131.052 US-Dollar von Unterstützern gesammelt.